# Aeroportul El Bolsón
Aeroportul El Bolsón (IATA: EHL, ICAO: SAVB) este un aeroport din El Bolsón⁠(d), Departamento Bariloche⁠(d), Provincia Río Negro, Argentina ce deservește zona El Bolsón⁠(d). A fost numit după zona deservită.
Situat la o altitudine de 348 m, aeroportul dispune de 1 pistă. Este operat de Fuerza Aérea Argentina⁠(d).

## Infrastructură

### Piste
Aeroportul dispune de o singură pistă. Pista 18/36 are suprafața de asfalt și dimensiunile 1.300 m × 30 m. 